# Pot’onggang
Pot’onggang (kor. 보통강구역, Pot’onggang-guyŏk) – jedna z 19 dzielnic stolicy Korei Północnej, Pjongjangu. Znajduje się w centralnej części miasta, ze śródmieściem graniczy od południowego wschodu. W 2008 liczyła 105 180 mieszkańców. Składa się z 19 osiedli (kor. dong). Graniczy z dzielnicami Hyŏngjesan od północy, Sŏsŏng i Moranbong od wschodu, P’yŏngch’ŏn i Chung od południa oraz Man’gyŏngdae od zachodu. Jako samodzielna dzielnica Pot’onggang powstała w październiku 1960 roku, nazwę wzięła od przepływającej przez nią rzeki Pot'ong. Na terenie dzielnicy znajdują się trzy stacje pjongjańskiego metra, obsługujące linię Hyŏksin: Kŏnsŏl (Budowa), Hwanggŭmbŏl (Złota Ziemia) i Kŏn’guk (Powstanie Narodu).

## Podział administracyjny dzielnicy
W skład dzielnicy wchodzą następujące jednostki administracyjne:
| Nazwa jednostki administracyjnej | Rodzaj jednostki administracyjnej | Hangul      | Hancha      |
| -------------------------------- | --------------------------------- | ----------- | ----------- |
| Kyŏnghŭng-dong                   | osiedle                           | 경흥동      | 慶興洞      |
| Ponghwa-dong                     | osiedle                           | 봉화동      | 烽火洞      |
| Pot’onggang-1-dong               | osiedle                           | 보통강1동   | 普通江1洞   |
| Pot’onggang-2-dong               | osiedle                           | 보통강2동   | 普通江2洞   |
| Pulgŭnkŏri-1-dong                | osiedle                           | 붉은거리1동 | 붉은거리1洞 |
| Pulgŭnkŏri-2-dong                | osiedle                           | 붉은거리2동 | 붉은거리2洞 |
| Pulgŭnkŏri-3-dong                | osiedle                           | 붉은거리3동 | 붉은거리3洞 |
| Ragwŏn-dong                      | osiedle                           | 락원동      | 樂園洞      |
| Ryugyŏng-1-dong                  | osiedle                           | 류경1동     | 柳京1洞     |
| Ryugyŏng-2-dong                  | osiedle                           | 류경2동     | 柳京2洞     |
| Se'gŏri-dong                     | osiedle                           | 세거리동    | 세거리洞    |
| Sŏjang-dong                      | osiedle                           | 서장동      | 西將洞      |
| Sŏk'am-dong                      | osiedle                           | 석암동      | 石岩洞      |
| Sinwŏn-dong                      | osiedle                           | 신원동      | 新院洞      |
| Taebo-dong                       | osiedle                           | 대보동      | 大寶洞      |

## Ważne miejsca na terenie dzielnicy
- Hotel Ryugyŏng – najwyższy budynek Korei Północnej (kor. 류경호텔)
- Siedziba Komisji Obrony Narodowej KRLD (kor. 조선민주주의인민공화국 국방위원회), jednego z najważniejszych organów władzy w systemie politycznym Korei Północnej istniejących do 2016
- Siedziba Koreańskiej Centralnej Agencji Prasowej (kor. 조선중앙통신사, ang. Korean Central News Agency, KCNA)
- Siedziba Pyongyang Informatics Center (kor. 평양정보쎈터)
- Pomnik Wojny Koreańskiej (kor. 조국해방전쟁승리기념관)